# Liam Hemsworth
Liam Hemsworth (n. 13 ianuarie 1990   în Melbourne, Victoria, Australia) este un actor australian cel mai bine cunoscut pentru rolurile sale "Josh Taylor" din telenovela (soap opera) Vecini (conform originalului, Neighbours) și "Marcus" din seria de televiziune pentru copii The Elephant Princess.
După interpretarea rolului principal din filmul american The Last Song, lansat la 31 martie 2010, în care a jucat alături de Miley Cyrus (cu care a avut de asemenea și o relație), Hemsworth a devenit mult mai bine cunoscut și apreciat, primind premii pentru interpretarea sa.  Frații săi mai mari, Chris Hemsworth și Luke Hemsworth, deveniseră actori înaintea sa, realizând condițiile necesare pentru ca Liam să aibă modele de carieră în familie.

## Filmografie
| Film               | Film                                | Film           | Film          |
| An                 | Film                                | Rol            | Note          |
| ------------------ | ----------------------------------- | -------------- | ------------- |
| 2009               | Knowing                             | Spencer        |               |
| 2009               | Triangle                            | Victor         |               |
| 2010               | The Last Song                       | Will Blakelee  | Rol principal |
| 2011               | The Throwback                       | Isaac Gildea   | Rol principal |
| 2012               | Jocurile foamei                     | Gale Hawthorne |               |
| 2013               | Jocurile foamei: Sfidarea           | Gale Hawthorne |               |
| 2014               | Jocurile foamei: Revolta - Partea 1 | Gale Hawthorne |               |
| 2014               | Arabian Nights                      | Unknown        | Rol principal |
| 2015               | Jocurile foamei: Revolta - Partea 2 | Gale Hawthorne |               |
| Televiziune        |                                     |                |               |
| An                 | Titlu                               | Rol            | Note          |
| 2007               | Home and Away                       | Rol episodic   |               |
| 2007               | McLeod's Daughters                  | Damon          |               |
| 2007–2008          | Neighbours                          | Josh Taylor    |               |
| 2008–2009          | The Elephant Princess               | Marcus         |               |
| 2009               | Satisfaction                        | Marc           |               |
| Apariții sporadice |                                     |                |               |
| 2010               | Young Hollywood Awards              | El însuși      | "Award show"  |
| 2010               | Nickelodeon Kids Choice Awards      | El însuși      | Prezentator   |
| Video muzicale     |                                     |                |               |
| An                 | Titlu                               | Artist         | Note          |
| 2009               | "When I Look At You"                | Miley Cyrus    |               |

## Premii
| Premii | Premii      | Premii                                          | Premii                                                                                 | Premii              |
| An     | Rezultat    | Premiu                                          | Categorie                                                                              | Nominalizare pentru |
| ------ | ----------- | ----------------------------------------------- | -------------------------------------------------------------------------------------- | ------------------- |
| 2010   | Câștigător  | Young Hollywood Awards                          | Cea mai tânără descoperire din Hollywood (Young Hollywood Breakthrough of the Year)    | The Last Song       |
| 2010   | Câștigător  | Teen Choice Awards                              | Film la alegere - Descoperire masculină Choice Movie: Male Breakout                    | The Last Song       |
| 2010   | Nominalizat | Teen Choice Awards                              | Film la alegere - Cel mai reușit sărut Choice Movie: Liplock (Împreună cu Miley Cyrus) | The Last Song       |
| 2010   | Nominalizat | Teen Choice Awards                              | Film la alegere - Rol dramatic (Choice Movie: Drama)                                   | The Last Song       |
| 2010   | Nominalizat | Teen Choice Awards                              | Film la alegere - Cea mai reușită pereche (Choice Movie: Chemistry)                    | The Last Song       |
| 2010   | Câștigător  | Nickelodeon Australian Kids' Choice Awards 2010 | Selecția copiilor - Sărutul favorit (Kids Choice: Fave kiss)                           | The Last Song       |